# Swadzim (województwo wielkopolskie)
Swadzim (1943-1945 niem. Schwanen) – wieś w Polsce położona w województwie wielkopolskim, w powiecie poznańskim, w gminie Tarnowo Podgórne, przy drodze krajowej nr 92. Wieś liczyła w 2011 roku 422 mieszkańców.

## Historia
Miejscowość ma metrykę średniowieczną i istnieje prawdopodobnie od XIII wieku. Pierwsze pewne wzmianki o wsi zapisane zostały w 1288 gdzie wymieniono ją jako Swancino. Na przestrzeni wieków nazwę wsi notowano w różnych formach w 1386 or. „Svacim”, 1387 „Swadzime”, 1384 „Szwadzeme”, 1402 „Swadzim”, 1485 „Szwadzyem”, 1491 „Swadzym”, 1508 „Szwadzim” .
Pierwsza wzmianka o miejscowości pochodzi z 1288, w kontekście przyłączenia wsi do parafii lusowskiej. W użyciu była wtedy nazwa Swancino. Wieś szlachecka położona była w 1580 roku w powiecie poznańskim województwa poznańskiego. W 1580 dziedzicem był Stanisław Kierski. Ok. 1793 właścicielem Swadzimia był Szymon Komorowski, a po nim rodzina Kąsinowskich. Pod koniec XIX wieku, gdy właścicielem był Władysław Kąsinowski, wieś liczyła 15 domostw i 137 mieszkańców wyznania katolickiego. Wraz z Przeźmierowem Swadzim tworzył okręg dworski. We wsi istniała gorzelnia parowa. W latach 1975–1998 miejscowość położona była w województwie poznańskim.
Miejscowość jest siedzibą sołectwa Swadzim.

## Zabytki
W Swadzimiu znajduje się zabytkowy zespół pałacowy, którego właścicielami początkowo była rodzina Plucińskich. Posiadłość składa się z pałacu oraz otaczającego go parku z drugiej połowy XIX w. W ramach założenia istnieje także folwark.
W 1910 r. zlecono przebudowę, której projektantem został Roger Sławski, a autorem przebudowy Stanisław Mieczkowski.

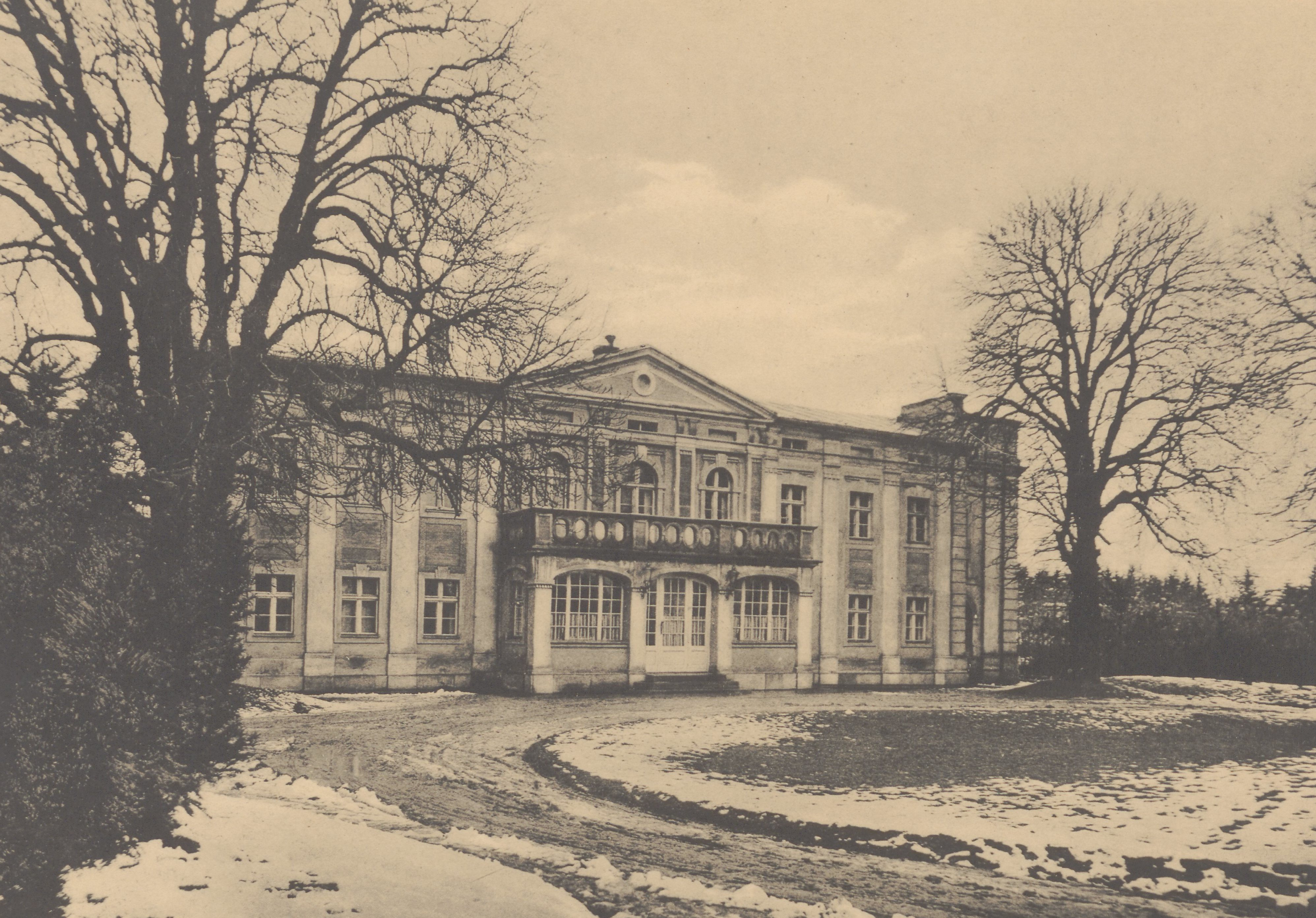
Widok pałacu przed 1912

W 1924 roku budynek został ponownie przebudowany m.in. dobudowano nowe skrzydło.
Po zakończeniu drugiej wojny światowej majątek przeszedł w ręce Zakładu Doświadczalnego Akademii Rolniczej w Poznaniu, a po upadku PRL powrócił do rąk rodziny Plucińskich. Posiadłość została sprzedana w 2007 r. i nowym właścicielem stała się Archidiecezja Poznańska. Po kilku latach rozpoczął się remont zaniedbanego pałacu, którego pierwotnym założeniem było stworzenie Chrześcijańskiego Centrum Edukacji i Rozwoju. Po zakończeniu remontu w 2019 r. powstał obiekt oferujący działalność komercyjną pod nazwą Pałacu Kasztanowego, nadaną z uwagi rosnące przy nim wiekowe drzewa.
Zabytkowa jest też dawna szkoła, obecnie dom mieszkalny, pochodząca z początków XX wieku (ul. Poznańska 36), jak również dom przy ul. Poznańskiej 14 z końca XIX w.

## Gospodarka
Na terenie wsi znajduje się centrala Grupy Muszkieterowie (Bricomarche, Intermarche), kompleks handlowy (centrum handlowe Auchan, hipermarket budowlany Leroy Merlin, market sportowy Decathlon, centrum motoryzacyjne Norauto oraz salon odzieżowo-obuwniczy Nico).
Na terenie Swadzimia znajduje się również boisko do piłki nożnej, oraz boisko do siatkówki plażowej.